# Спартак (Кременчук)
«Спартак» — український радянський футбольний клуб із Кременчука. В 1930-1950-х роках команда брала участь у розіграшах Кубка та Чемпіонату Полтавської області. Грала в фіналі першого розіграшу Кубка Полтавської області в 1939 році, де поступилась кременчуцькому «Динамо» з рахунком 2:3, та тричі була бронзовим призером чемпіонату (в 1949, 1951 та 1955 роках).

## Стадіон
У 1950-х роках товариство «Спартак», до складу якого входили підприємства легкої і харчової промисловості, державні установи, заклади культури і народної освіти, було наймасовішим спортивним товариством в місті, тому на початку 1950-х років йому було передано стадіон «Динамо» в центрі міста. Назва стадіону відповідно була змінена з «Динамо» на «Спартак». Але в 1960-х роках стадіон був переданий заводу шляхових машин, і на ньому стала грати новостворена команда «Дніпро» (зараз — «Кремінь»). Назву стадіону знов змінили — він став називатися «Дніпро» (пізніше — «Шляхмаш» та «Кредмаш»).

## Досягнення
Чемпіонат Полтавської області
- Бронзовий призер (3): 1949, 1951, 1955

Кубок Полтавської області
- Фіналіст (1): 1939